# 波斯灣擬雀鯛
波斯灣擬雀鯛（学名：Pseudochromis persicus）為鱸形目鱸亞目擬雀鯛科的其中一種，為熱帶海水魚，分布於西印度洋巴基斯坦至波斯灣海域，深度1-25公尺，本魚體延長而側扁，全身為藍黑色，身體散布藍色的小圓斑，體長可達15.4公分，棲息在珊瑚礁區，生活習性不明，可做為觀賞魚。
其种加词“Persicus”意为“波斯的”。